# كونغرس الكونفدرالية
كونغرس الكونفدرالية، ويُشار إليه رسميًا باسم الولايات المتحدة في الكونغرس المُجتمع، هو الهيئة الحاكمة للولايات المتحدة من 1 مارس عام 1781 حتى 3 مارس من عام 1789، خلال عهد الكونفدرالية. وكان الكونغرس هيئةً ذات مجلس واحد، ذات سلطتين تشريعية وتنفيذية، وتألف من مندوبين تُعيّنهم الهيئات التشريعية للولايات الثلاث عشرة. كان لكل وفد ولاية صوت واحد. أُنشئ الكونغرس بموجب بنود الكونفدرالية والاتحاد الدائم عند التصديق عليه عام 1781، ليحل رسميًا محل الكونغرس القاري الثاني.
استمر المؤتمر في تسمية نفسه بالكونغرس القاري طوال تاريخه الممتد لثماني سنوات. إلا أن المؤرخين المعاصرين يفصلونه عن المؤتمرين السابقين، اللذين كانا يعملان وفق قواعد وإجراءات مختلفة قليلاً حتى نهاية الحرب الثورية. انتقلت عضوية المؤتمر القاري الثاني تلقائياً إلى مؤتمر الاتحاد، واستمر تشارلز تومسون، سكرتير المؤتمر القاري الثاني، في منصبه في مؤتمر الاتحاد.
خلف كونغرس الولايات المتحدة كونغرس الاتحاد كما هو منصوص عليه في الدستور الجديد للولايات المتحدة، الذي صيغ في 17 سبتمبر 1787 في فيلادلفيا، وصدقت عليه كل الولايات، واعتمده الكونغرس في عام 1788.